# Третьяков, Виктор Викторович
Ви́ктор Ви́кторович Третьяко́в (род. 17 октября 1946, Красноярск) — советский и российский скрипач, дирижёр, педагог. Народный артист СССР (1987). Лауреат Государственной премии РСФСР им. М. И. Глинки (1981), Премии Ленинского комсомола (1967) и Премии Президента Российской Федерации в области литературы и искусства (2001). Президент-музыкальный руководитель Ассоциации лауреатов Международного конкурса имени П. И. Чайковского (с 2021 года).

## Биография
Родился 17 октября 1946 года в Красноярске. Сын военного музыканта.
В 7 лет поступил в Иркутскую музыкальную школу, в класс скрипки Ефима Гордина. С 1954 года учился в детской музыкальной школе Музыкального училища при Московской консерватории. В 1959 году был переведён в Центральную музыкальную школу при Московской консерватории, которую от окончил в 1965 году. Затем учился в Московской консерватории им. П. Чайковского (окончил в 1970) и аспирантуре при ней (окончил в 1973) у Ю. И. Янкелевича. В 1966 году выиграл первую премию Третьего Международного конкурса имени П. Чайковского в Москве, благодаря чему перед ним сразу распахнулись широкие гастрольные перспективы.
С 1969 года — солист Московской государственной филармонии.
Как камерный музыкант выступал вместе с С. Т. Рихтером, М. Л. Ростроповичем и другими известными музыкантами; вместе с Ю. А. Башметом, Н. Г. Гутман и В. П. Лобановым создал фортепианный квартет, с которым регулярно выступает в столицах Европы.
В 1983—1991 годах — главный дирижёр Государственного камерного оркестра СССР.
В 1986—1994 годах — председатель жюри скрипичного Международного конкурса имени П. И. Чайковского. В качестве члена жюри участвовал в работе других престижных международных конкурсов — в Брюсселе, Ганновере, Хельсинки.
В 1983—2001 годах преподавал в Московской консерватории им. П. Чайковского (с 1983 — заведующий кафедрой скрипки, с 1990 — профессор). Регулярно приглашается для проведения мастер-классов в разных странах.
В 1990 году по его инициативе был организован Музыкальный фонд имени Ю. И. Янкелевича, президентом которого он стал. В том же году выступил одним из инициаторов учреждения Ассоциации лауреатов Международного конкурса имени П. И. Чайковского, а в 2021 году вступил в должность Президента - музыкального руководителя Ассоциации.
Им выпущено свыше 50 грамзаписей фирмами «Мелодия», «Sony/BMG», «Live Classics», «Olympia», «Brilliant Classics» и другими.
С 1996 года — профессор Кёльнской Высшей школы музыки (Германия). Среди его учеников — лауреаты международных конкурсов Сергей Стадлер, Наталья Лихопой, Иван Почекин, Илья Калер и Даниил Австрих.
Живёт в Бонне (Германия).

## Творчество
Виктор Третьяков — представитель русской скрипичной школы. Великолепное владение инструментом, невероятная сценическая энергетика и глубокое проникновение в стиль исполняемых произведений — все эти качества, характерные для скрипача, в течение многих лет привлекают к нему огромное количество любителей музыки во всем мире.
С неизменным успехом выступает по всему миру и как солист, и в ансамбле со многими выдающимися дирижёрами и музыкантами современности, участвует во многих международных фестивалях.
География его гастролей охватывает Великобританию, США, Германию, Австрию, Польшу, Японию, Нидерланды, Францию, Испанию, Бельгию, Скандинавские страны и Латинскую Америку. Основу репертуара скрипача составляют скрипичные концерты XIX столетия (Бетховен, Мендельсон, Брамс, Брух, Чайковский); его интерпретации произведений XX столетия, в первую очередь — Шостаковича и Прокофьева признаны образцовыми в отечественной исполнительской практике.

## Награды и звания
- Заслуженный артист РСФСР (27 декабря 1973) — за заслуги в области советского музыкального искусства[4].
- Народный артист РСФСР (26 января 1979) — за заслуги в области советского музыкального искусства[5].
- Народный артист СССР (19 августа 1987) — за большие заслуги я в развитии советского музыкального искусства[6][3].
- Премия Ленинского комсомола (1967) — за концертно-исполнительскую деятельность и высокое мастерство, проявленное на международных конкурсах.
- Государственная премия РСФСР имени М. И. Глинки (1981) — за концертные программы (1978—1980)
- Премия Президента Российской Федерации в области литературы и искусства 2000 года (25 апреля 2001)[7][8].
- Орден «За заслуги перед Отечеством» III степени (3 октября 2006) — за большой вклад в развитие музыкального искусства и многолетнюю творческую деятельность[9].
- Орден «За заслуги перед Отечеством» IV степени (12 сентября 1996) — за заслуги перед государством, большой вклад в укрепление дружбы и сотрудничества между народами, многолетнюю плодотворную деятельность в области культуры и искусства[10].
- Орден Дружбы народов (14 ноября 1980) — за большую работу по подготовке и проведению Игр XXII Олимпиады[11].
- Благодарность Президента Российской Федерации (12 апреля 2002) — за большой вклад в развитие музыкального искусства[12].
- Почётный гражданин Красноярского края (9 ноября 2021) — за личные выдающиеся заслуги в области искусства, способствующие повышению авторитета и престижа Красноярского края[3].
- 1-я премия (разделённая с З. Винниковым) на Всесоюзном конкурсе музыкантов-исполнителей (1965, Москва).
- 1-я премия Третьего Международного конкурса им. П. Чайковского (1966).
- Премия имени Д. Шостаковича (от Благотворительного фонда Ю. Башмета, 1997).
- Премия «Триумф» (2002).
- Почётный гражданин Красноярска (1983)[13].

## Фильмография
- 1956 — Необыкновенное лето — Ваня Рагозин